# Integrale primo
In matematica, in particolare in meccanica razionale, un integrale primo di un problema differenziale n-dimensionale del primo ordine è una funzione differenziabile con continuità che rimane costante lungo le soluzioni del problema. Si tratta di una funzione {\displaystyle E} la cui parentesi di Poisson con l'hamiltoniana {\displaystyle {\mathcal {H}}} è nulla:
{\displaystyle \lbrace E,{\mathcal {H}}\rbrace =0}
La conoscenza di un numero sufficiente di integrali primi di un problema differenziale fornisce delle informazioni aggiuntive. Ad esempio, nel caso unidimensionale:
{\displaystyle m\,{\ddot {x}}=f(x)\qquad x\in \mathbb {R} }
essi permettono (sotto opportune ipotesi) di trovare, a meno di integrazioni ed inversioni, espressioni esplicite dei moti tramite separazione delle variabili.
In fisica la traiettoria percorsa da un sistema è una soluzione dell'equazione del moto. Un integrale primo dell'equazione del moto è una funzione che rimane costante nel tempo se valutata lungo le possibili traiettorie (leggi orarie) del sistema. Considerando un sistema conservativo (descritto con un campo vettoriale conservativo) dipendente solo dalle coordinate spaziali, l'integrale primo del moto è dato dall'energia meccanica:
{\displaystyle E(x,v)={\frac {1}{2}}mv^{2}+U(x)}
Una volta assegnati i dati iniziali {\displaystyle (x_{0},v_{0})} ed individuato il relativo livello energetico {\displaystyle E(x_{0},v_{0})}, è possibile ridurre localmente il problema (nei punti in cui non si annulla la velocità) al calcolo e alla successiva inversione della funzione integrale:
{\displaystyle t(x)=\pm \int _{x_{0}}^{x}{\frac {1}{\sqrt {{\frac {2}{m}}\,[E-U(z)]}}}\,dz}
con il segno determinato univocamente dai dati iniziali.

## Definizione
Siano {\displaystyle \Omega \subseteq \mathbb {R} ^{n}} e {\displaystyle J\subseteq \mathbb {R} } aperti e sia {\displaystyle f\in C^{k}(\Omega ;\mathbb {R} ^{n})} un campo vettoriale con {\displaystyle k\geq 1}. Si consideri il problema differenziale del primo ordine dato da:
{\displaystyle {\dot {y}}=f(y)}
L'integrale primo associato al problema è una qualsiasi funzione reale {\displaystyle H\in C^{1}(\Omega ;\mathbb {R} )} tale che per una qualunque soluzione {\displaystyle y\in C^{1}(J;\mathbb {R} ^{n})} del problema risulti:
{\displaystyle H(y(t))=c\in \mathbb {R} \qquad \forall t\in J}
Si tratta cioè di una qualsiasi quantità che si conserva lungo le soluzioni del problema. In fisica {\displaystyle H} è detta costante del moto o quantità conservata.
Una funzione {\displaystyle H} è integrale primo di un problema differenziale {\displaystyle {\dot {y}}=f(y)} se e soltanto se il suo gradiente è ortogonale al campo vettoriale {\displaystyle f}. Ovvero, {\displaystyle H} è integrale primo del problema se e solo se si verifica:
{\displaystyle \left\langle \nabla H(y)\,,\,f(y)\right\rangle \,=\,\sum _{k=1}^{n}{\frac {\partial H}{\partial x_{k}}}(y)\,f_{k}(y)\,=\,0\qquad \forall y\in \Omega }
cioè il prodotto scalare di {\displaystyle f} con il gradiente è nullo.
Infatti, si supponga che {\displaystyle H} sia integrale primo del problema {\displaystyle {\dot {y}}=f(y)}. Grazie alla regolarità del campo vettoriale sono soddisfatte le ipotesi del teorema di Cauchy, che garantisce esistenza ed unicità locale della soluzione. Fissato quindi {\displaystyle y\in \Omega }, esiste unico {\displaystyle \gamma :I\to \Omega } con {\displaystyle {\dot {\gamma }}=f(\gamma )} e {\displaystyle \gamma (0)=y}. Per la definizione di integrale primo risulta:
{\displaystyle 0={\frac {d}{dt}}H(\gamma (t))\qquad \forall t\in I}
In particolare, quindi:
{\displaystyle 0={\frac {dH\circ \gamma }{dt}}(0)\,=\,\left\langle \nabla H(\gamma (0))\,,\,{\dot {\gamma }}(0)\right\rangle =\left\langle \nabla H(y)\,,\,f(y)\right\rangle }
e dall'arbitrarietà di {\displaystyle y} segue l'implicazione diretta. Viceversa, si supponga che il gradiente di {\displaystyle H} sia ortogonale a {\displaystyle f}, e si consideri una generica soluzione {\displaystyle \gamma :I\to \Omega }. Per ogni {\displaystyle t\in I} si ha:
{\displaystyle {\frac {dH\circ \gamma }{dt}}(t)\,=\,\sum _{k=1}^{n}{\frac {\partial H}{\partial x_{k}}}({\gamma }(t))\,{\dot {\gamma }}_{k}(t)\,=\left\langle \nabla H(\gamma (t))\,,\,{\dot {\gamma }}(t)\right\rangle \,=\left\langle \nabla H(\gamma (t))\,,\,f({\gamma }(t))\right\rangle \,=\,0}
e questo prova l'asserto.

## Il problema differenziale
Sia {\displaystyle x\in C^{1}(I;\mathbb {R} )} tale che {\displaystyle {\dot {x}}(t)\neq 0} per ogni {\displaystyle t\in I}, con {\displaystyle I} intervallo reale e {\displaystyle t_{0}\in I}. Sia {\displaystyle H} integrale primo del problema vettoriale:
{\displaystyle {\binom {\dot {x}}{\dot {v}}}={\binom {v}{{\frac {1}{m}}\,F(x)}}}
con {\displaystyle \nabla H(x_{1},x_{2})\neq 0} per ogni {\displaystyle (x_{1},x_{2})\in \Omega }. Risulta:
{\displaystyle \left\{{\begin{array}{ll}m\,{\ddot {x}}=F(x)\\x(t_{0})=x_{0}\\{\dot {x}}(t_{0})=v_{0}\end{array}}\right.}
se e solo se:
{\displaystyle \left\{{\begin{array}{ll}H(x,{\dot {x}})=H(x_{0},v_{0})\\x(t_{0})=x_{0}\\{\dot {x}}(t_{0})=v_{0}\end{array}}\right.}
In altre parole, le soluzioni a derivata non nulla del problema differenziale sono tutte e sole le soluzioni dell'equazione data da:
{\displaystyle H(x,{\dot {x}})=H(x_{0},v_{0})}
ossia che gli insiemi di livello (nel piano delle fasi) dell'integrale primo sono "insiemi invarianti" su cui giacciono per intero le curve di fase.

### Dimostrazione
Per mostrare l'implicazione diretta, è immediato verificare che {\displaystyle x} è soluzione di:
{\displaystyle \left\{{\begin{array}{ll}m\,{\ddot {x}}=F(x)\\x(t_{0})=x_{0}\\{\dot {x}}(t_{0})=v_{0}\end{array}}\right.}
se e solo se {\displaystyle \gamma =(x,{\dot {x}})} è soluzione di:
{\displaystyle \left\{{\begin{array}{ll}{\dot {x}}=v\\{\dot {v}}={\frac {1}{m}}\,F(x)\\x(t_{0})=x_{0},v(t_{0})=v_{0}\end{array}}\right.}
di cui {\displaystyle H} è integrale primo, quindi:
{\displaystyle \left\{{\begin{array}{ll}H(x,{\dot {x}})=H(x_{0},v_{0})\\x(t_{0})=x_{0}\\{\dot {x}}(t_{0})=v_{0}\end{array}}\right.}
che prova l'implicazione diretta.
Per l'implicazione inversa, posto:
{\displaystyle H(x(t),{\dot {x}}(t))=H(x_{0},v_{0})\in \mathbb {R} \qquad \forall t\in I}
il fatto che:
{\displaystyle {\frac {d}{dt}}H(x(t),{\dot {x}}(t))=0}
implica:
{\displaystyle \sum _{k=1}^{2}{\frac {\partial H(x(t),{\dot {x}}(t))}{\partial x_{k}}}\,{\dot {\gamma }}_{k}(t)=0}
e quindi:
{\displaystyle \left\langle \nabla H(x(t),{\dot {x}}(t))\,,\,{\binom {{\dot {x}}(t)}{{\ddot {x}}(t)}}\right\rangle =0}
Del resto, dato che un integrale primo è sempre ortogonale al campo vettoriale che definisce il problema differenziale cui è relativo, si ha anche:
{\displaystyle \left\langle \nabla H(x(t),{\dot {x}}(t))\,,\,{\binom {{\dot {x}}(t)}{{\frac {1}{m}}\,F(x)}}\right\rangle =0}
Si tratta ora di una questione geometrica, in quanto si utilizzano vettori in {\displaystyle \mathbb {R} ^{2}}, e si sta affermando che i vettori:
{\displaystyle {\binom {{\dot {x}}(t)}{{\ddot {x}}(t)}}\qquad {\binom {{\dot {x}}(t)}{{\frac {1}{m}}\,F(x)}}}
sono entrambi ortogonali a:
{\displaystyle \nabla H(x(t),{\dot {x}}(t))\neq 0\qquad \forall t\in I}
Ma due vettori del piano entrambi ortogonali ad un terzo vettore assegnato non nullo sono necessariamente collineari; esiste cioè {\displaystyle k(t)\in \mathbb {R} }, con {\displaystyle k(t)\neq 0}, tale che:
{\displaystyle {\binom {{\dot {x}}(t)}{{\ddot {x}}(t)}}=k(t)\,{\binom {{\dot {x}}(t)}{{\frac {1}{m}}\,F(x)}}}
Del resto, per ipotesi:
{\displaystyle {\dot {x}}(t)\neq 0\qquad \forall t\in I}
che implica:
{\displaystyle k(t)=1\qquad \forall t\in I}
da cui:
{\displaystyle {\ddot {x}}(t)={\frac {1}{m}}\,F(x(t))}
e portando {\displaystyle m} al primo membro:
{\displaystyle m\,{\ddot {x}}(t)=F(x)\qquad \forall t\in I}
Questo prova l'implicazione inversa.